# Vltava Labe Media
VLTAVA LABE MEDIA a.s. – wydawnictwo funkcjonujące na czeskim rynku mediowym. Jego portfolio obejmuje 70 regionalnych mutacji pisma „Deník”, 70 tygodników regionalnych oraz 19 czasopism.
Pod nazwą Vltava Labe Media funkcjonuje od 2013 roku. Jest prawnym następcą wydawnictw Vltava-Labe-Press i Astrosat Media.
Funkcję dyrektora generalnego pełni Vít Nantl.